# Stefan Molyneux
Stefan Basil Molyneux, né le 24 septembre 1966 à Athlone (Irlande), est un auteur, blogueur, essayiste et animateur canadien sur Freedomain Radio.
Molyneux est décrit comme l'une des figures du mouvement alt-right par Politico et The Washington Post, et comme un militant d'extrême droite,,,. Tom Clements, dans The Independent, le décrit comme ayant « une obsession perverse pour la race et le QI. ».

## Biographie
Il est diplômé en histoire à l'Université McGill et est titulaire d'une maîtrise ès arts de l'Université de Toronto. Stefan Molyneux a écrit de nombreux articles, essais publiés, enregistré plus de 2000 podcasts, produit 900 vidéos, et écrit plusieurs livres auto-publiés. En 2006, il quitte son emploi dans l'industrie logicielle et travaille à temps plein à Freedomain Radio.

### Carrière
Au début de 1995, Stefan Molyneux et son frère ont fondé Caribou Systems Corporation, un fournisseur de logiciels de bases de données sur l'environnement basé à Toronto avant de vendre la société en 2000. 
En 2005, il lance un podcast appelé Freedomain Radio, nom qu'il utilisera pour le site sur lequel il distribue ses propres écrits, héberge des archives de podcast où il produira également des vidéos et des commentaires sur l'actualité et fournit un forum internet pour les auditeurs de Freedomain Radio.
En 2017, il interroge James Damore, un employé de Google licencié après avoir rédigé un document critiquant les initiatives en faveur de la diversité[évasif].
Il intervient en 2020 à la « Make Women Great Again », une série de conférences organisée aux États-Unis par des militants antiféministes afin d'expliquer aux femmes comment « augmenter leur féminité de 500 % », avec des conseils pour rester mince, devenir l'« épouse ultime » et avoir « un nombre illimité de bébés ».

## Positions politiques
Il soutient la campagne électorale de Donald Trump et est considéré comme un membre de l'alt-right par le Politico et The Washington Post et d’extrême droite par CNN,,,. 
Le Southern Poverty Law Center le décrit ainsi : « Commentateur libertarien sur Internet et leader présumé d'une secte qui diffuse le « racisme scientifique », l'eugénisme et le suprémacisme blanc à un large nouveau public, Stefan Molyneux opère dans l'« alt-right » raciste et dans les rangs pro-Trump. ».

## Documentaires publiés
Le 15 décembre 2018, Stefan Molyneux publie son premier documentaire, The 100 Year March: A Philosopher in Poland, où il parcourt la Pologne pour s'entretenir avec des Polonais et se familiariser avec l'histoire de ce pays.

## Œuvres
- (en) On Truth: The Tyranny Of Illusion, 2007 (ISBN 1975652525).
- (en) Universally Preferable Behaviour: A Rational Proof of Secular Ethics, 2007 (ISBN 9781975653743).
- (en) Everyday Anarchy: The Freedom of Now, 2008 (ISBN 1975654269).
- (en) Practical Anarchy: The Freedom of the Future, 2008 (ISBN 1975654323).
- (en) Against The Gods, 2010 (ISBN 1975654382).
- (en) The Art of The Argument: Western Civilization's Last Stand, 2017 (ISBN 9781548742072).
- (en) Real-Time Relationships: The Logic of Love, 2017 (ISBN 9781975653095).
- (en) Essential Philosophy: How to know what on earth is going on, 2018 (ISBN 1598691384).

### Fiction
- (en) Revolutions, 2002 (ISBN 9781591294634).
- (en) The God of Atheists, 2007.